# Drangov Peak
Der Drangov Peak (englisch; bulgarisch Дрангов връх Drangow wrach) ist ein 430 m hoher Berg auf Greenwich Island im Archipel der Südlichen Shetlandinseln. Er ragt 0,45 km südöstlich des Vratsa Peak, 1,4 km östlich bis südlich des Viskyar Ridge, 2,3 km westlich des Fort Point, 0,4 km nördlich des Ziezi Peak und 2,3 km nordöstlich des Sartorius Point in den Breznik Heights auf. Der Mussala-Gletscher liegt nördlich, der Targowischte-Gletscher südwestlich von ihm.
Bulgarische Wissenschaftler kartierten ihn im Zuge von Vermessungen der Tangra Mountains auf der benachbarten Livingston-Insel zwischen 2004 und 2005. Die bulgarische Kommission für Antarktische Geographische Namen benannte ihn 2006 nach dem bulgarischen Militär und Ausbilder Boris Drangow (1872–1917).